# Георги Хаджииванов
Хаджи Георги Хаджииванов е български революционер, участник в четата на Панайот Хитов и и на Хаджи Димитър и Стефан Караджа.

## Биография
Роден е в казанлъшкото село Турия. По-късно се преселва и живее в Тулча, откъдето идва прозвището му Тулчалията. През 1867 година се присъединява около Котел към четата на Панайот Хитов. На следващата година се присъединява към четата на Хаджи Димитър и Стефан Караджа и загива в една от битките.